# Alfonso Visconti
Alfonso Visconti (Milano, 1552 – Macerata, 19 settembre 1608) è stato un cardinale e vescovo cattolico italiano.
Fu nominato cardinale della Chiesa cattolica da papa Clemente VIII.

## Biografia
Nacque a Milano nel 1552, figlio del conte Annibale Visconti, signore di Saliceti e di Lucia Sauli. 
Era nipote del cardinale Antonio Maria Sauli.
Papa Clemente VIII lo elevò al rango di cardinale nel concistoro del 3 marzo 1599.
Morì a Macerata il 19 settembre 1608 all'età di 56 anni.

## Genealogia episcopale e successione apostolica
La genealogia episcopale è:
- Vescovo Otto von Sonnenberg
- Vescovo Friedrich von Zollern
- Vescovo Ruprecht von Pfalz-Simmern
- Vescovo Mathias Schach, O.Cart.
- Vescovo Philipp von der Pfalz
- Cardinale Matthäus Lang von Wellenburg
- Vescovo Ägidius Rehm
- Vescovo Johann Kluspeck, C.R.S.A.
- Vescovo Wolfgang von Salm
- Vescovo Urban Sagstetter
- Arcivescovo Johann Jakob von Kuen-Belasy
- Vescovo Urban von Trennbach
- Arcivescovo Wolf Dietrich von Raitenau
- Cardinale Alfonso Visconti, C.O.

La successione apostolica è:
- Vescovo Filippo Gesualdo, O.F.M.Conv. (1602)
- Cardinale Giovanni Dolfin (1603)
- Vescovo Francesco Persico (1605)
- Vescovo Fabrizio Paolucci (1605)
- Cardinale Paolo Emilio Sfondrati (1607)

## Ascendenza
|                                          |               |                                              | Genitori                                     |  |  | Nonni |  |  | Bisnonni                                       |  |  | Trisnonni         |  |
|                                          |               |                                              |                                              |  |  |       |  |  | Pietro Francesco Visconti, I conte di Saliceto |  |  | Leonardo Visconti |  |
|                                          |               |                                              |                                              |  |  |       |  |  | Pietro Francesco Visconti, I conte di Saliceto |  |  | Leonardo Visconti |  |
|                                          |               | Margherita Caimi                             |                                              |  |  |       |  |  | Pietro Francesco Visconti, I conte di Saliceto |  |  |                   |  |
| Alfonso Visconti, II conte di Saliceto   |               |                                              |                                              |  |  |       |  |  | Pietro Francesco Visconti, I conte di Saliceto |  |  |                   |  |
|                                          |               | Eufrosina Barbavara                          | Francesco Barbavara, conte di Valsesia       |  |  |       |  |  |                                                |  |  |                   |  |
|                                          |               | Eufrosina Barbavara                          | Francesco Barbavara, conte di Valsesia       |  |  |       |  |  |                                                |  |  |                   |  |
|                                          |               | Eufrosina Barbavara                          | Antonia Visconti                             |  |  |       |  |  |                                                |  |  |                   |  |
| Annibale Visconti, III conte di Saliceto |               | Eufrosina Barbavara                          |                                              |  |  |       |  |  |                                                |  |  |                   |  |
|                                          |               | Gianfrancesco Gonzaga, I conte di Sabbioneta | Ludovico III Gonzaga, II marchese di Mantova |  |  |       |  |  |                                                |  |  |                   |  |
|                                          |               | Gianfrancesco Gonzaga, I conte di Sabbioneta | Ludovico III Gonzaga, II marchese di Mantova |  |  |       |  |  |                                                |  |  |                   |  |
|                                          |               | Gianfrancesco Gonzaga, I conte di Sabbioneta | Barbara von Brandenburg                      |  |  |       |  |  |                                                |  |  |                   |  |
| Antonia Gonzaga                          |               | Gianfrancesco Gonzaga, I conte di Sabbioneta |                                              |  |  |       |  |  |                                                |  |  |                   |  |
|                                          |               | Antonia del Balzo                            | Pirro del Balzo, I principe d'Altamura       |  |  |       |  |  |                                                |  |  |                   |  |
|                                          |               | Antonia del Balzo                            | Pirro del Balzo, I principe d'Altamura       |  |  |       |  |  |                                                |  |  |                   |  |
|                                          |               | Antonia del Balzo                            | Maria Donata Orsini                          |  |  |       |  |  |                                                |  |  |                   |  |
| Alfonso Visconti                         |               | Antonia del Balzo                            |                                              |  |  |       |  |  |                                                |  |  |                   |  |
|                                          | Antonio Sauli | Bendinelli Sauli                             |                                              |  |  |       |  |  |                                                |  |  |                   |  |
|                                          | Antonio Sauli | Bendinelli Sauli                             |                                              |  |  |       |  |  |                                                |  |  |                   |  |
|                                          | Antonio Sauli | Oriettina Pinelli                            |                                              |  |  |       |  |  |                                                |  |  |                   |  |
| Domenico Sauli                           | Antonio Sauli |                                              |                                              |  |  |       |  |  |                                                |  |  |                   |  |
|                                          |               | Geronima Salvago                             | Accellino Salvago                            |  |  |       |  |  |                                                |  |  |                   |  |
|                                          |               | Geronima Salvago                             | Accellino Salvago                            |  |  |       |  |  |                                                |  |  |                   |  |
|                                          |               | Geronima Salvago                             | …                                            |  |  |       |  |  |                                                |  |  |                   |  |
| Lucia Sauli                              |               | Geronima Salvago                             |                                              |  |  |       |  |  |                                                |  |  |                   |  |
|                                          |               | Giorgio Spinola                              | Luciano Spinola                              |  |  |       |  |  |                                                |  |  |                   |  |
|                                          |               | Giorgio Spinola                              | Luciano Spinola                              |  |  |       |  |  |                                                |  |  |                   |  |
|                                          |               | Giorgio Spinola                              | Luchina Spinola                              |  |  |       |  |  |                                                |  |  |                   |  |
| Tommasina Spinola                        |               | Giorgio Spinola                              |                                              |  |  |       |  |  |                                                |  |  |                   |  |
|                                          |               | Maria Spinola                                | Antonio Spinola                              |  |  |       |  |  |                                                |  |  |                   |  |
|                                          |               | Maria Spinola                                | Antonio Spinola                              |  |  |       |  |  |                                                |  |  |                   |  |
|                                          |               | Maria Spinola                                | Luchina                                      |  |  |       |  |  |                                                |  |  |                   |  |
|                                          |               | Maria Spinola                                |                                              |  |  |       |  |  |                                                |  |  |                   |  |